# Żoliborz
Żoliborz je městský obvod ve Varšavě v severní části města. Nachází se přímo severně od centra města, na levém břehu řeky Visla. Má rozlohu 8,5 km² a asi 50 tisíc obyvatel. Je to jeden z nejmenších varšavských obvodů.